# Orapin Chaiyakan
Orapin Chaiyakan, född 1904, död 1996, var en thailändsk politiker.
Hon blev 1949 den första kvinnan att väljas till Thailands parlament. 